# Brigitte Senglaub
Brigitte Senglaub (geb. Wehrli; * 1. März 1958) ist eine ehemalige Schweizer Sprinterin.
Bei den Olympischen Spielen 1980 in Moskau erreichte sie über 100 m und 200 m den Viertelfinal. Am 23. Juni 1979 stellte sie mit Vroni Werthmüller, Isabelle Keller und Isabella Keller in Bremen mit 44,31 s einen Schweizer Rekord in der 4-mal-100-Meter-Staffel auf, der bis 2011 Bestand hatte.
Je viermal wurde sie Schweizer Meisterin über 100 m (1979–1982) und 200 m (1978, 1979, 1981, 1982).
Sie wirkt im Vorstand der Vereinigung der Schweizer Meister der Leichtathletik, athletics-champions, mit.

## Persönliche Bestzeiten
- 100 m: 11,45 s, 11. August 1979, Zug
- 200 m: 23,31 s, 4. September 1982, Yverdon
- 400 m: 53,69 s, 13. Juni 1981, Bern